# Elpídio Silva
Elpídio Silva, de son nom complet Elpídio Pereira da Silva Filho, est un footballeur brésilien né le 19 juillet 1975 à Campina Grande. Il évoluait au poste d'attaquant.
Il a passé la majeure partie de sa carrière au Portugal, représentant principalement Boavista à Porto où il a joué 107 matchs pour 39 buts.

## Biographie
Silva a joué au Brésil, au Japon, au Portugal, en Corée du Sud et à Chypre. Il fait un bref passage en Angleterre, à Derby County, sans toutefois jouer de match officiel avec l'équipe professionnelle.
Il dispute 186 matchs en 1re division portugaise, inscrivant 62 buts dans ce championnat. Il dispute également 15 matchs en Ligue des champions de l'UEFA, marquant 6 buts.

## Palmarès
- Champion du Portugal en 2011 avec Boavista